# Eloise (Lied)
Eloise ist der Titel eines britischen Popsongs von Paul Ryan aus dem Jahre 1968, der sich in der Interpretation seines Zwillingsbruders Barry Ryan zum Welthit und Evergreen entwickelte.

## Entstehungsgeschichte
Barry Ryan war im Oktober 1968 genau seit zwölf Monaten bei MGM Records unter Vertrag und konnte seither mit seinen bisher hier erschienenen drei Singles keinen Hit vorweisen. Zwillingsbruder Paul Ryan hatte nun die Idee zu einem symphonischen Konzept, dessen Musik und Text ausschließlich von ihm entwickelt wurden. Vorbild war das epische McArthur Park von Richard Harris. Unter dem Titel Eloise entstand ein simpler Text über die angebetete Liebe aus der Sicht des Protagonisten, ohne dass der Zuhörer etwas über die Liebeserwiderung erfährt. Der Text sollte jedoch in den Hintergrund treten. Orchesterleiter John Raymond „Johnny“ Arthey schrieb ein melodramatisches und opernhaftes Arrangement, das er mit seinem Orchester intonierte. Als Referenz konnte Arthey den Julie-Rogers-Hit The Wedding vom August 1964 vorweisen, der ähnlich arrangiert war. Ein Chor und ein kurzes, langsameres Interludium vervollständigten den symphonischen Eindruck, den Produzent Bill Landis musikdramaturgisch im Tonstudio am 17. Oktober 1968 in New York mit Hilfe von Toningenieur John Pantry umsetzte. Ebenso ungewöhnlich war die mit 5:44 Minuten überlange Spieldauer für eine Single – für ein Airplay im Hitparaden-Radio eigentlich nicht geeignet.

## Veröffentlichung und Erfolg

Barry Ryan – Eloise

Die Single Eloise / Love I Almost Found You (MGM 1442) erschien am 4. Oktober 1968 als Barry Ryan with The Majority und gelangte am 23. Oktober 1968 in die britische Hitparade. Hier erreichte der Titel jedoch nicht den ersten Rang der offiziellen Charts, sondern endete auf Rang 2, weil Hugo Montenegros instrumentale Filmmusik aus The Good, The Bad and The Ugly (deutscher Filmtitel: Zwei glorreiche Halunken) den ersten Rang verteidigen konnte. Dessen ungeachtet verkaufte Eloise eine Million Exemplare bis Januar 1969, insgesamt drei Millionen bis August 1969. Der symphonische Rock war Nummer-eins-Hit in sieben Ländern, nämlich in der Schweiz, Belgien, Niederlande, Italien, Spanien und Neuseeland. Auch in Deutschland stand er ab dem 15. Januar 1969 für eineinhalb Monate auf Rang eins. Mit 445 Punkten führte er hier die Bravo-Jahrescharts 1969 an. In den Vereinigten Staaten hingegen konnte er keine besondere Akzeptanz erreichen, sondern lediglich bis auf Rang 86 der Billboard Hot 100 vordringen.

## Charts und Chartplatzierungen
| ChartsChartplatzierungen       | Höchstplatzierung | Wochen |
| ------------------------------ | ----------------- | ------ |
| Deutschland (GfK)              | 1 (22 Wo.)        | 22     |
| Österreich (Ö3)                | 2 (16 Wo.)        | 16     |
| Schweiz (IFPI)                 | 1 (11 Wo.)        | 11     |
| Vereinigtes Königreich (OCC)   | 2 (12 Wo.)        | 12     |
| Vereinigte Staaten (Billboard) | 86 (4 Wo.)        | 4      |

| ChartsJahrescharts (1968)    | Platzierung |
| ---------------------------- | ----------- |
| Vereinigtes Königreich (OCC) | 31          |

| ChartsJahrescharts (1969) | Platzierung |
| ------------------------- | ----------- |
| Deutschland (GfK)         | 4           |
| Österreich (Ö3)           | 5           |
| Schweiz (IFPI)            | 1           |

## Coverversionen
Coverinfo zufolge gibt es 21 Coverversionen. Karel Gott brachte 1969 eine tschechische Fassung heraus. Im selben Jahr erschien von Donald Lautrec eine französische, von Dino eine italienische und von Tapani Kansa sogar eine finnische Version. 1985 erschien eine Version des Sängers Robin McAuley. Die Punkband The Damned veröffentlichte ihre Version am 27. Januar 1986, kam in Großbritannien bis auf Rang 3 und konnte damit ihren größten Hit verbuchen. Die drei jungen Tenöre veröffentlichten ihre Version im September 1998. Ein Remix des Originals wurde in Deutschland 1990 auf den Markt gebracht.